# Okanin
Okanin es una chalcona. Puede ser encontrada en la planta Bidens pilosa (Picao preto).

## Glycosides / Acetylations
Marein es el 4'-O-glucósido de okanin.
Derivados metilados de okanin se pueden aislar de Bidens torta. Entre ellos okanin 3,4,3′,4′-tetramethyl ether, okanin 3,4,3′-trimethyl ether 4′-glucoside, okanin 4-methyl ether 4′-glucoside and okanin 4-methyl ether 4′-glucoside monoacetate. Okanin 3,4-dimethyl ether 4′-glucósido.